# Royal peculiar

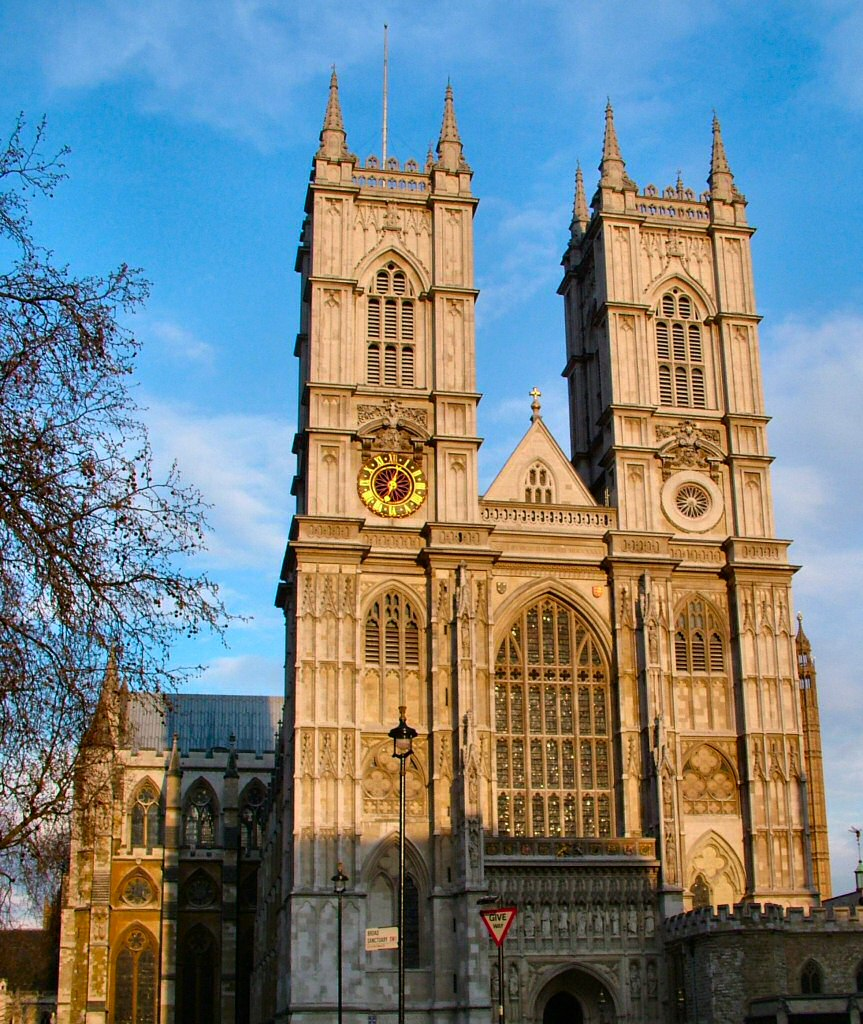
Westminster Abbey – royal peculiar

Royal peculiar – parafia lub kościół Kościoła anglikańskiego, które są wyłączone spod jurysdykcji diecezji i prowincji, na terenie której się znajdują i podlegające bezpośredniej jurysdykcji monarchy Zjednoczonego Królestwa.  

## Historia
W średniowieczu w czasach anglosaskich większość ówczesnych kościołów była fundowana przez lokalnego właściciela ziemskiego, którego majątek ziemski pokrywał się z obszarem parafii. Ta szczególna parafia (ang. peculiar) była wyłączona spod jurysdykcji diecezjalnej. Parafie te były zwykle obsługiwane przez starszego duchownego z innej dzielnicy, parafii lub diecezji i mogły podlegać szczególnej jurysdykcji monarchy, innego arcybiskupa, biskupa lub dziekana, kapituły katedry, a także zakonów (np. templariuszy lub joannitów). Szczególna parafia arcybiskupia archbishop’s peculiar podlegała bezpośredniej jurysdykcji arcybiskupa, a szczególna parafia królewska royal peculiar bezpośredniej jurysdykcji monarchy. Większość szczególnych kościołów i parafii przetrwała angielską reformację, ale stopniowo były znoszone aż do XIX wieku, gdy na mocy ustawodawstwa zostały poddane jurysdykcji diecezji według podziału geograficznego. Jednakże royal peculiars zostały w dużej części zachowane jako królewskie wyjątki, z których obecnie większość znajduje się obecnie w obrębie diecezji londyńskiej.

## Listaroyal peculiars
Kościoły i kaplice:

### Londyn
- Collegiate Church of St Peter, Westminster (Westminster Abbey) – kolegiata św. Piotra w Westminsterze (Opactwo Westminsterskie)
- The Chapel Royal, St James’s Palace – Kaplica Królewska w Pałacu św. Jakuba
- The Queen’s Chapel, St James’s Palace – Kaplica Królowej w Pałacu św. Jakuba
- The Chapel Royal, Hampton Court – Kaplica Królewska w Pałacu Hampton Court
- St George’s Chapel, Windsor Castle – Kaplica św. Jerzego w Zamku Windsor
- Royal Chapel of All Saints in Windsor Great Park – Kaplica Wszystkich Świętych w Parku Windsor
- The Chapel of St John the Evangelist in the Tower of London – Kaplica św. Jana Ewangelisty w Tower of London
- The Chapel of St Peter ad Vincula in the Tower of London – Kaplica św. Piotra w Okowach w Tower of London
- The Queen’s Chapel of the Savoy – Kaplica Królowej Savoy
- The Chapel of St Mary Undercroft in the Palace of Westminster[3] – Kaplica Najświętszej Maryi Panny w krypcie Pałacu Westminterskiego
- Collegiate Church of St. Katharine by the Tower of London – Kolegiata św. Katarzyny przy Tower of London
- Temple Church[4]

### Edynburg
- Chapel Royal, Holyrood Palace – Kaplica Królewska w Pałacu Holyrood w Edynburgu

### Cambridge
- The Church of St Edward, King and Martyr, Cambridge – Kościół św. Edwarda, króla i męczennika w Cambridge

## Galeria

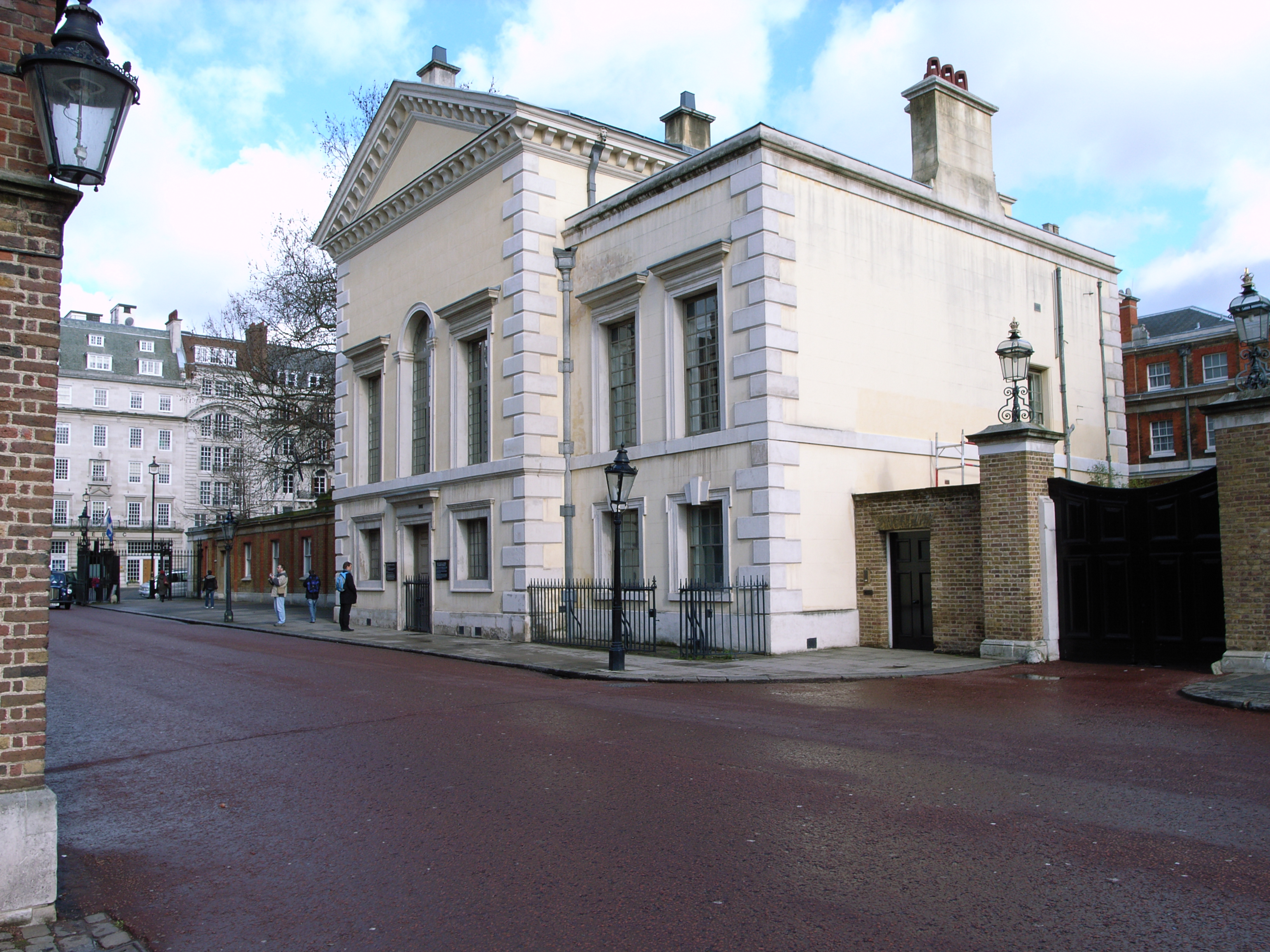
Queen’s Chapel St James’s Palace
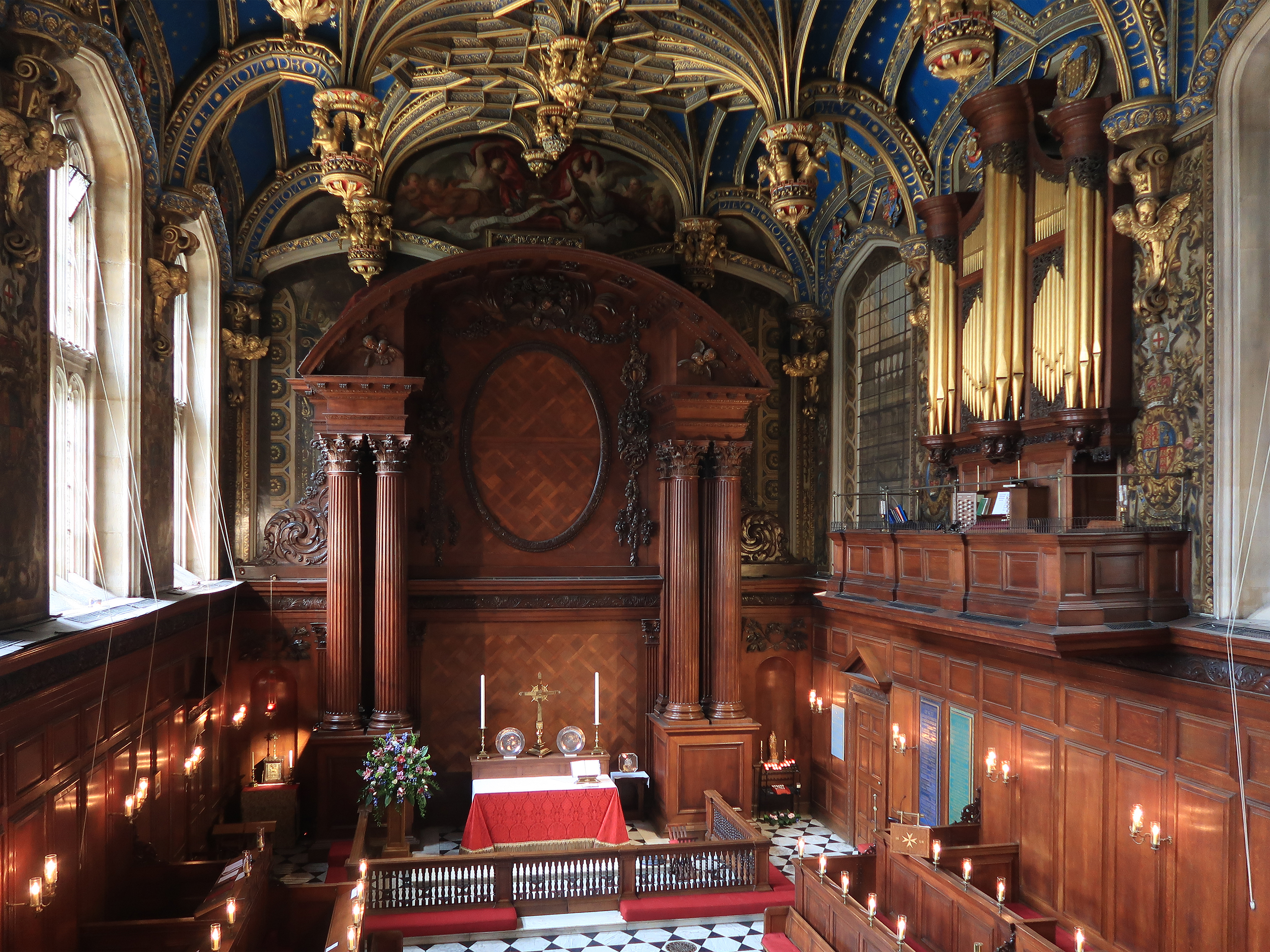
Chapel Royal Hampton Court
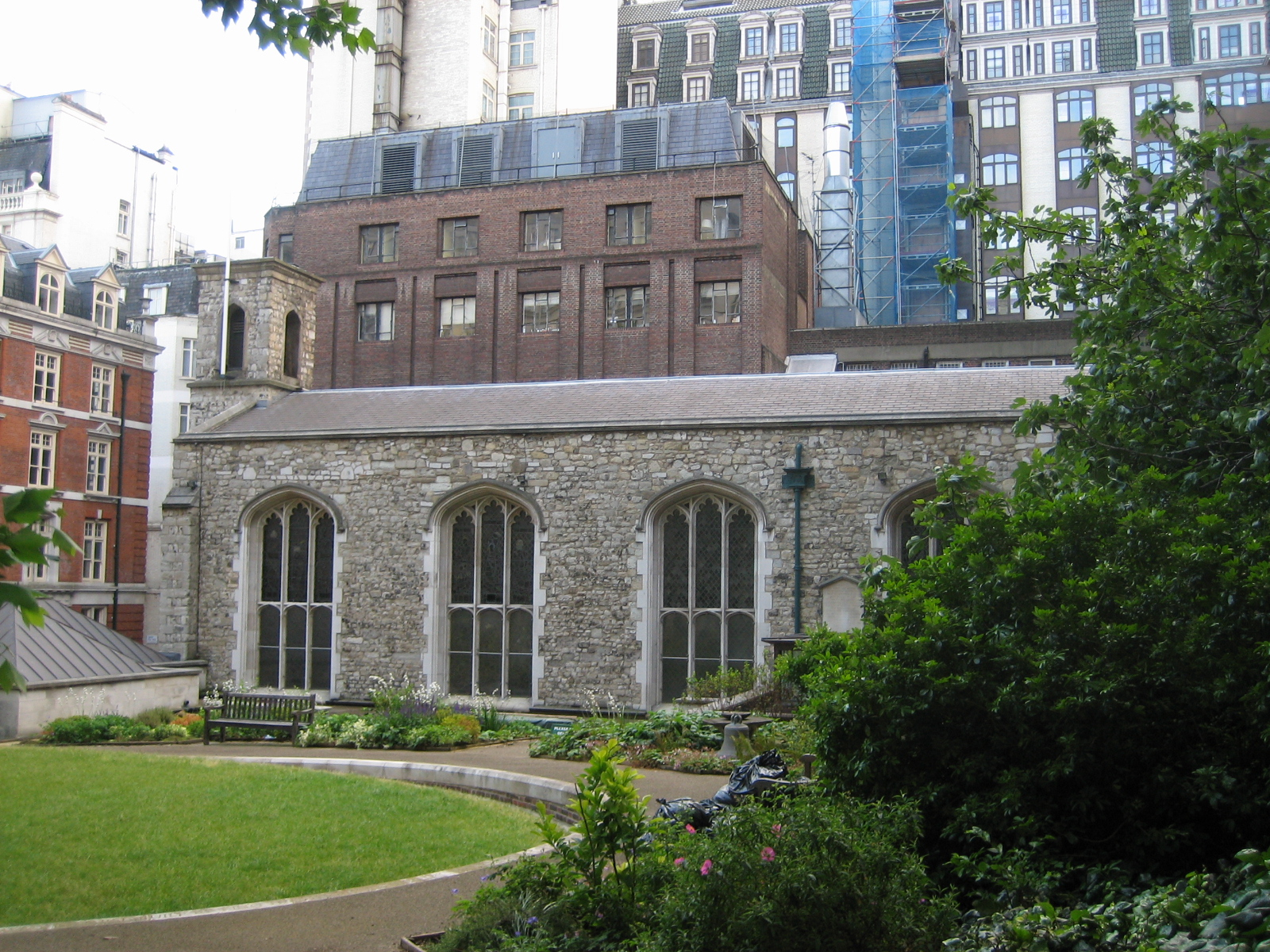
Savoy Chapel
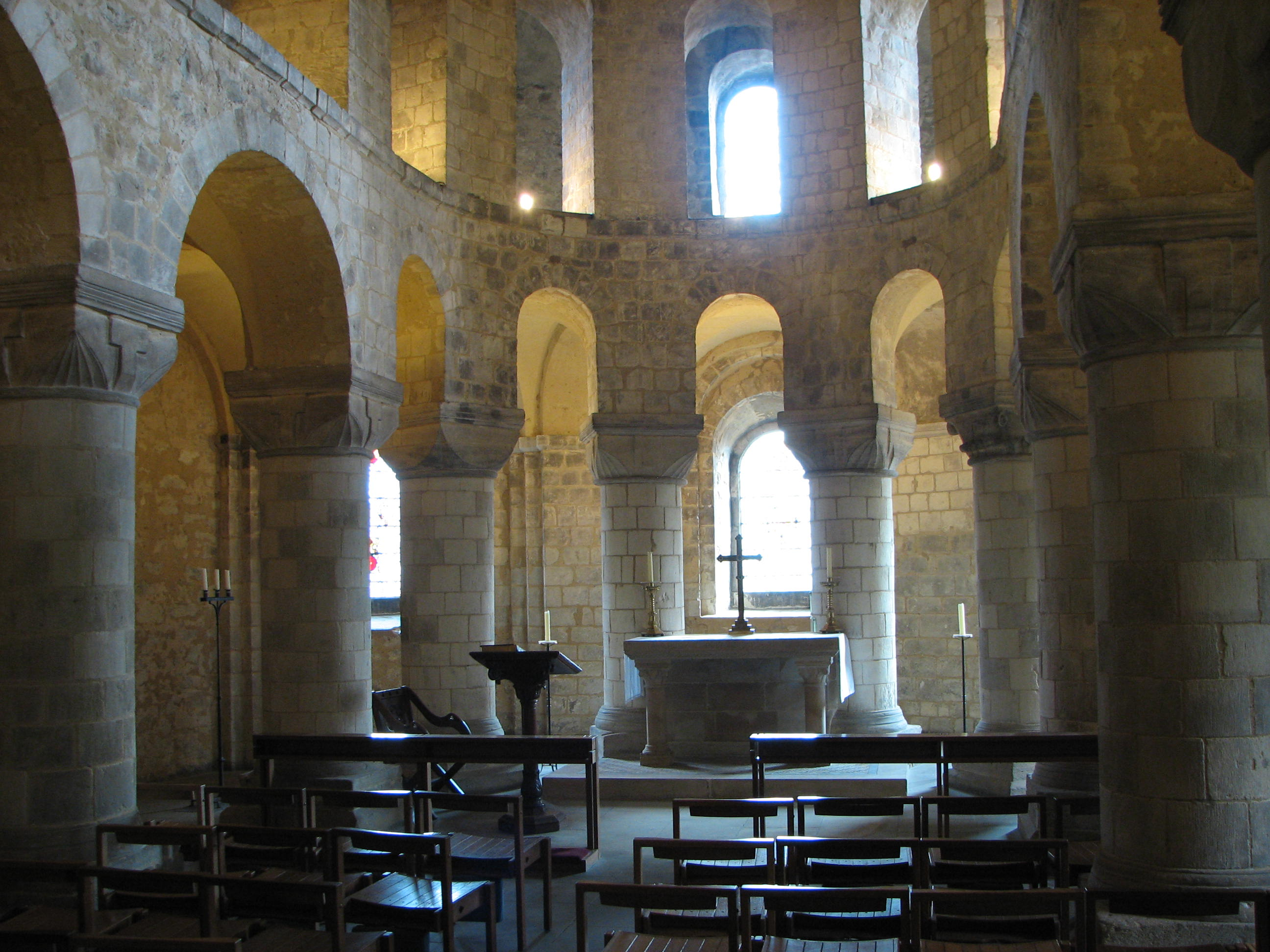
St John’s Chapel, Tower of London
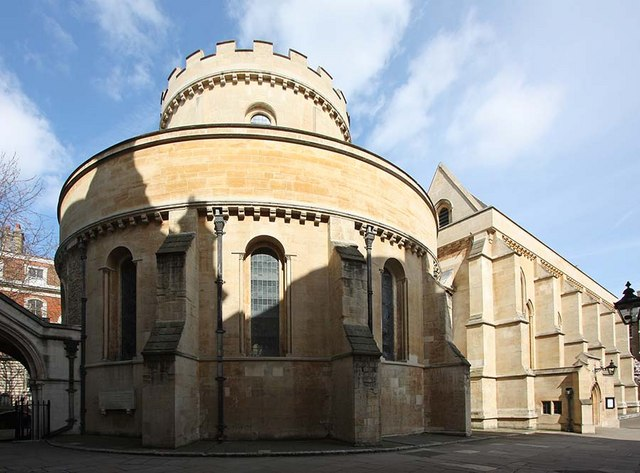
Temple Church